# Slave River

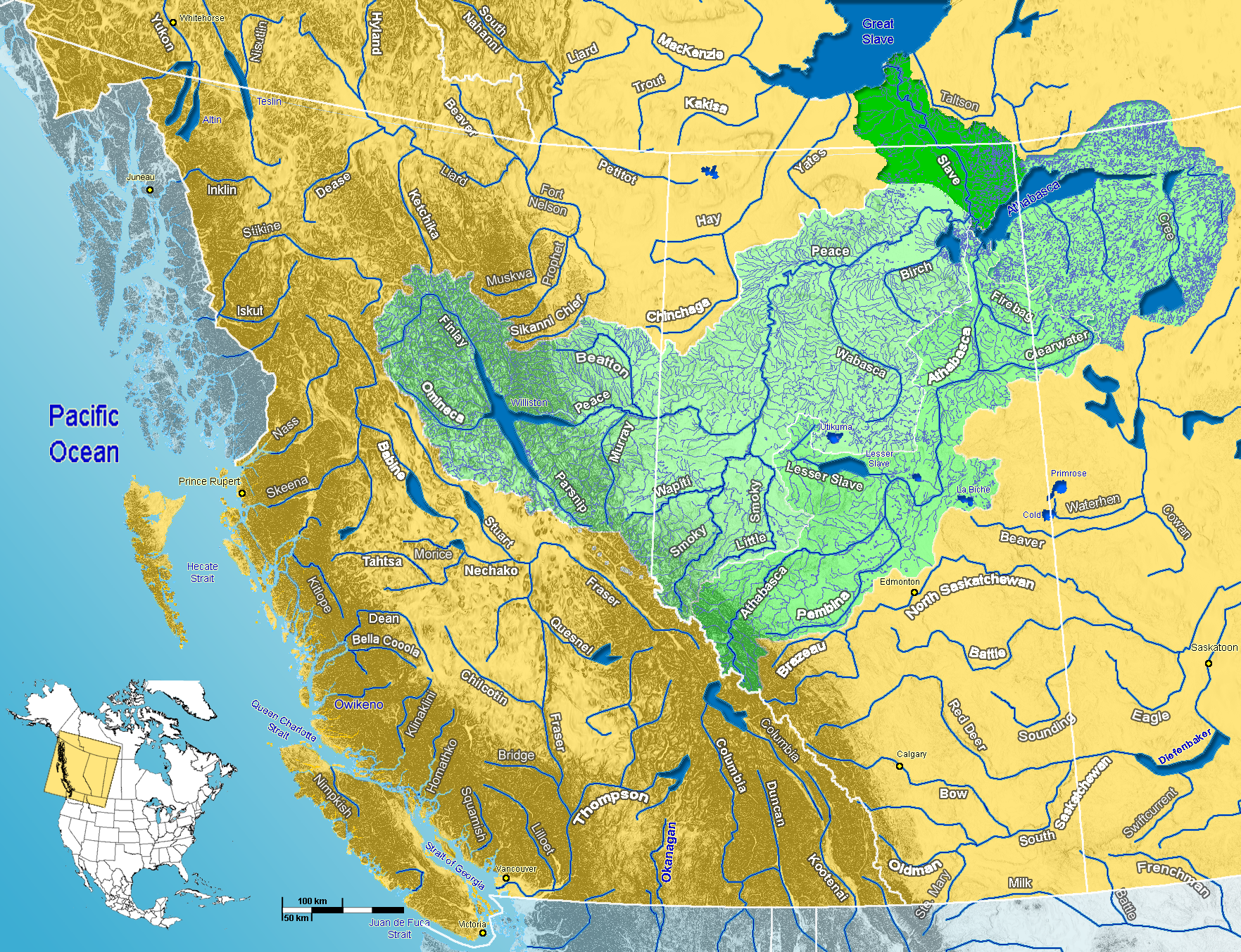
Slave Rivers avrinningsområde.

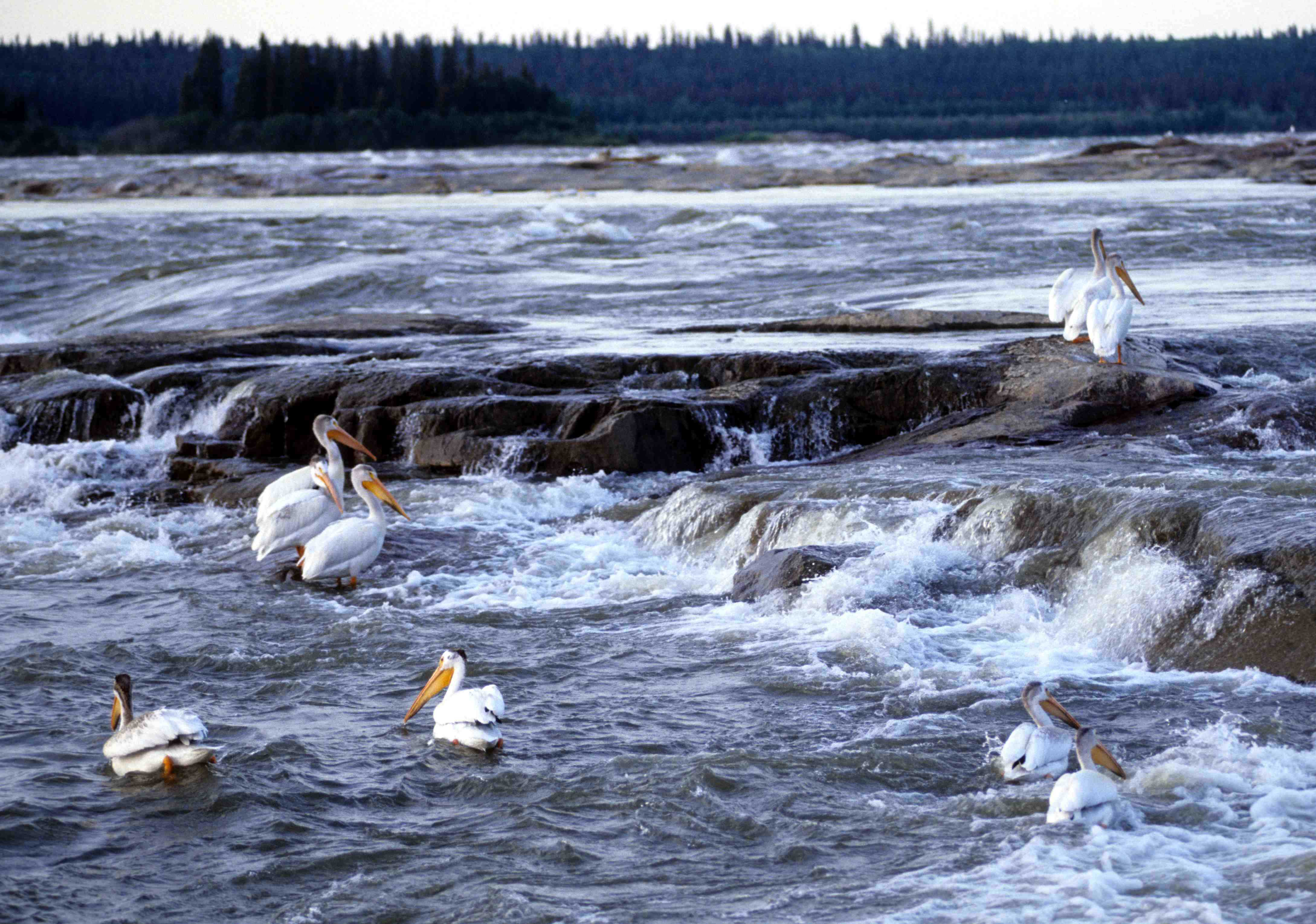
Hornpelikaner (Pelecanus erythrorhynchos) i Slave River vid Rapids of the Drowned, i närheten av Fort Smith.

Slave River är en 434 km lång flod i Kanada som flyter från Lake Athabasca i Alberta till Stora Slavsjön i Northwest Territories.  Avrinningsområdet är 616,400 km². Största biflod är Peace River.